# Stddef.h
stddef.h é um arquivo cabeçalho que fornece definições da linguagem de programação C para as macros NULL, offsetof e os tipos ptrdiff_t, wchar_t, e size_t. Na linguagem C++ estas definições estão em cstddef.

## Macros
São definidas as macros para se referir a um ponteiro nulo chamada NULL, a macro para obter a posição de um membro de uma estrutura chamada offsetof com o tipo size_t.

## Tipos
São definidos os seguintes tipos:
- size_t: Tipo apropriado para representar tamanho de áreas de memória. Varia de acordo com a implementação.
- ptrdiff_t: Tipo apropriado para representar a subtração de ponteiros para áreas de memória. Varia de acordo com a implementação.
- wchar_t: Tipo específico para representar um wide character na linguagem C.